# Vlaška (pokrajina)
Vlaška je jezgra Rumunjske.
Središnje značenje u prošlosti i sadašnjosti rumunjske države ima Vlaška. Na površini od preko 75 000 četvornih kilometara (oko 30 % površine) živi oko 40 % stanovništva. To je najrazvijeniji dio Rumunjske. Izmjena planina, pobrđa i nizina uzrokovala je pogodnost za ratarstvo, stočarstvo, vinogradarstvo i voćarstvo. Ovdje je težište naseljenosti, poljoprivrede i industrije. Bogatstvo Vlaške je i u prirodnim resursima: nafti, ugljenu, soli, plinu i šumi. Većina rumunjske nafte crpi se iz ovih područja, tu je i najjača kemijska industrija. Nadalje, Vlaška daje polovicu proizvodnje strojeva i električne energije, te oko 40 % prehrambene industrije. Najgušće naseljen i najviše razvijen dio Vlaške je onaj gdje se brdsko-planinski prostor pretvara u nizinski.
Vlaška se može podijeliti na dva dijela: Olteniju (na zapadu) i Munteniju (na istoku).
Oltenija je prostor zapadno od rijeke Otul; omeđen s Transilvanskim Alpama i Dunavom. Najznačajnije naselje je Craiova, a najvažnija luka je Turnu Severin na Dunavu. Ona je dobila na značenju nakon izgradnje elektrane «Đerdap» s bivšom SFRJ. Pri tome su potopljena brojna naselja i mnogo je ljudi moralo iseliti.
Ovdje su najrazvijeniji rudarstvo i poljoprivreda (napose vinogradarstvo – poznato bijelo vino «Dragosan» [dragošan] – pobrđe Geta).
Muntenija je istočniji i veći dio Vlaške. Slikoviti karpatski krajolik ima predispozicije za znatniji turistički razvoj. Najvažnije je turističko središte Sinaia. Ovdje je i poznata vinogradarska zona Dealu Mare, a pobrđe i doline bogate su rudama i naftom. Ovdje se nalaze prostori s gustoćom naseljenosti i višom od 250 st. na četvorni kilometar.
Najznačajnija su naselja Ploiesti (naftno-rafinerijsko središte), Pitești (trgovina, industrije obuće, drva, mostnih konstrukcija, automobila «Dacia», tekstila te kemijskih i prehrambenih proizvoda) i naravno Bukurešt, te Brăila, druga najveća luka na Dunavu u Rumunjskoj.
Klima je ovdje suha s vrlo malo padalina i jakim vjetrovima zimi,te vrućim ljetima. Tlo je lesno (črnozjom) i vrlo plodno, pogotovo u Vlaškoj nizini.